# Isuzu Gemini
La Isuzu Gemini est une automobile produite par Isuzu de 1974 à 2000. Elle est vendue aussi par Holden, mais à partir de 1993 à 2000.
La Saehan Gemini, de Saehan Motors, a été basée sur la Isuzu Gemini.

## Quatrième génération (1993 - 1996)

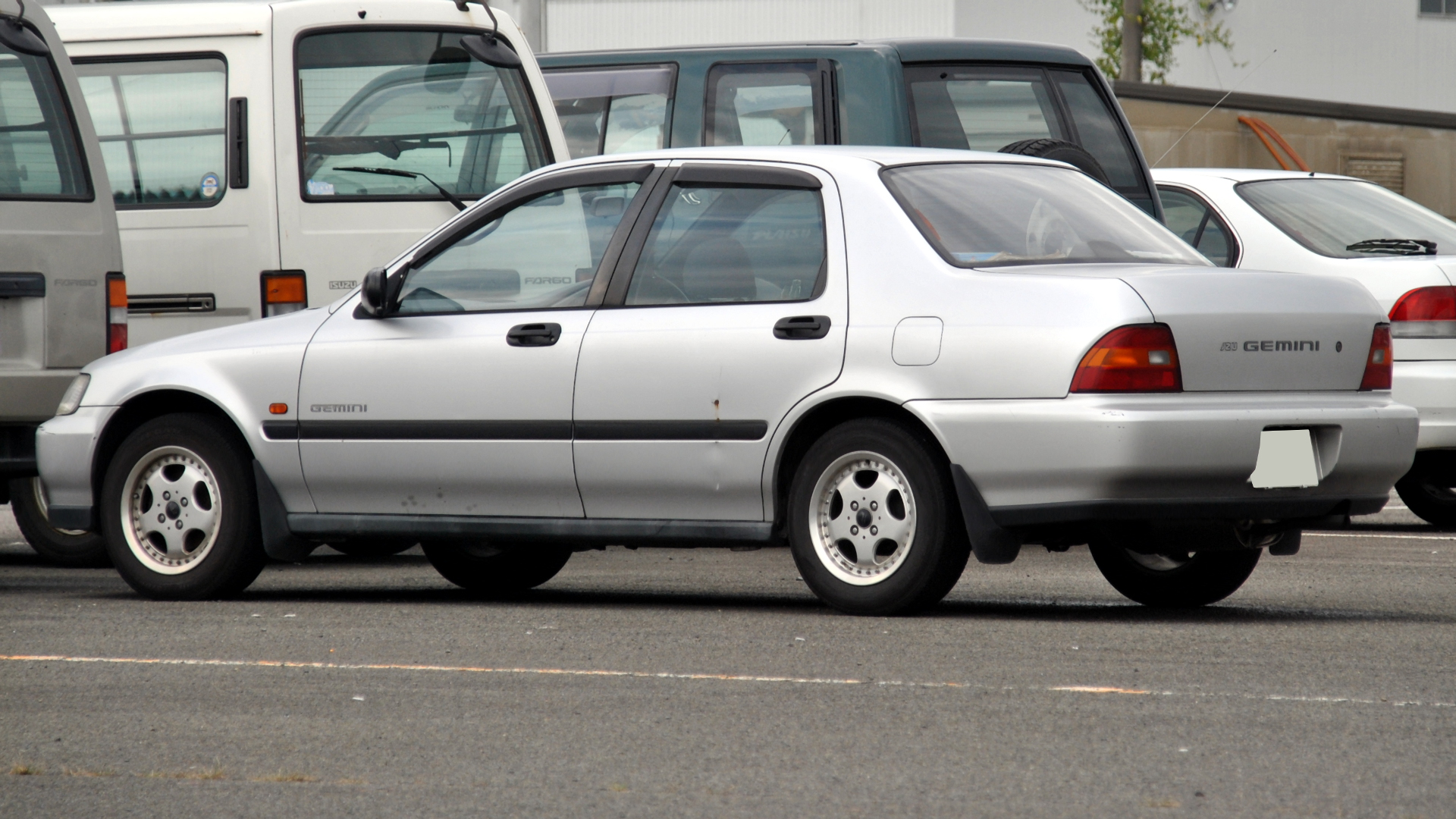

## Cinquième génération (1996 - 2000)

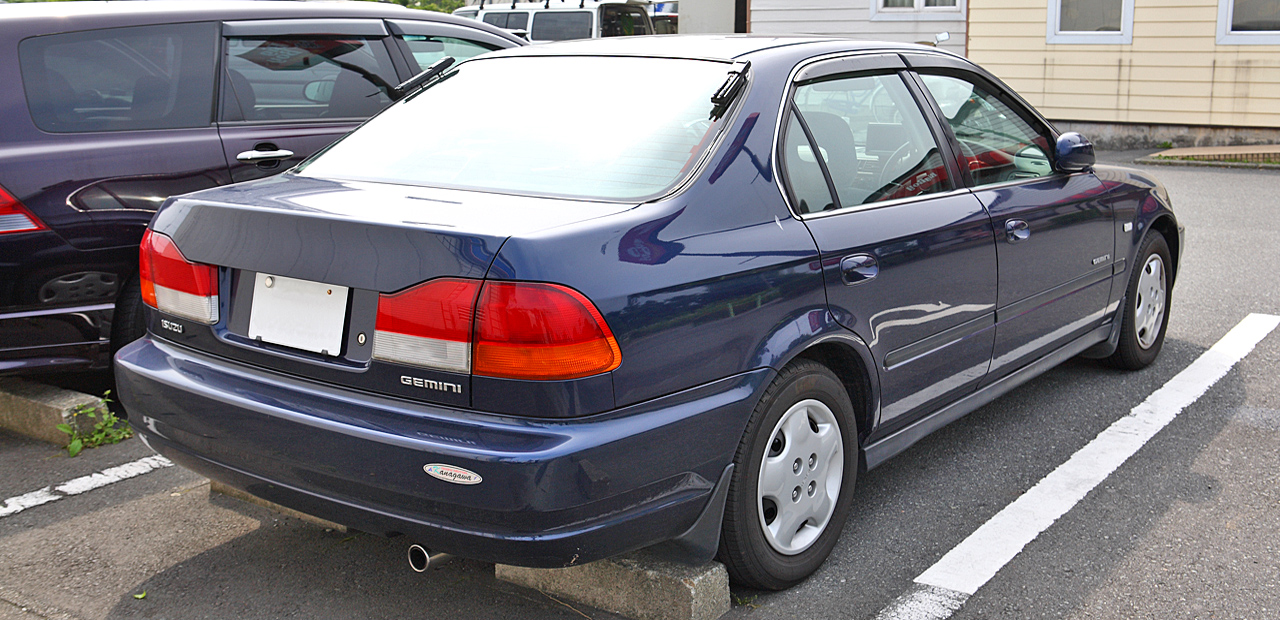